# Ben and Kate
Ben and Kate est une série télévisée américaine en 16 épisodes de 22 minutes créée par Dana Fox dont 13 épisodes ont été diffusés entre le 25 septembre 2012 et le 22 janvier 2013 sur le réseau Fox et en simultané sur Citytv au Canada.
En France, la série est diffusée entre le 19 et le 26 juillet 2014 sur W9 et en Belgique elle est diffusée depuis le 12 juillet 2015 sur RTL-TVI, mais reste inédite dans tous les pays francophones.

## Synopsis
Kate Fox a suivi les règles, toute sa vie ... jusqu'à ce qu'elle tombe enceinte à l'université et soit abandonnée peu avant l'obtention de son diplôme. Après la naissance de sa fille, Maddie, Kate a mis ses vingt ans en attente. Elle travaille maintenant en tant que gestionnaire d’un bar pour joindre les deux bouts et maximiser son temps avec Maddie. C'est alors qu'elle reçoit la visite de son frère Ben, qui va vite mettre le chaos dans sa vie...

## Distribution

### Acteurs principaux
- Nat Faxon (V. F. : Stéphane Ronchewski) : Ben Fox
- Dakota Johnson (V. F. : Marie Giraudon) : Kate Fox
- Maggie Elizabeth Jones (V. F. : Margot Pellegrini) : Maddie
- Lucy Punch (V. F. : Nathalie Bienaimé) : BJ
- Echo Kellum (V. F. : Stanislas Forlani) : Tommy

### Acteurs secondaires
- Rob Corddry (V. F. : Sylvain Agaësse) : Buddy
- Geoff Stults (V. F. : Thomas Roditi) : Will
- Brittany Snow (V. F. : Karine Foviau) : Lila
- Melinda McGraw (V. F. : Juliette Degenne) : Vera Everson
- Bruce McGill (V. F. : Vincent Grass) : Randy Fox

Version française
- Société de doublage : Dub'Club[5]
- Direction artistique : Mélody Dubos[5]
- Adaptation des dialogues : Emeline Perego, Sabrina Boyer, Nathalie Castellani et Xavier Varaillon[5]

Source V. F. : Doublage Séries Database

## Production

### Développement
Le développement de la série a débuté en octobre 2011 sous le nom de projet Ben Fox Is My Manny. Le pilote a été commandé en janvier 2012. Jake Kasdan a réalisé le pilote.
Le 9 mai 2012, Fox a commandé la série sous son nom actuel pour la saison 2012-2013 et lui a attribué 5 jours plus tard la case horaire du mardi à 20 h 30.
Le 8 octobre 2012, Fox a commandé six épisodes supplémentaires, pour un total de 19 épisodes.
Le 23 janvier 2013, la série a été retirée du programme télévisuel le lendemain de la diffusion du treizième épisode, promettant de diffuser de nouveaux épisodes ultérieurement. Deux jours plus tard, la Fox arrête la production après le tournage du quinzième épisode.

### Casting
Les rôles ont été attribués dans cet ordre : Maggie Elizabeth Jones, Echo Kellum, Abby Elliott (Kate), Lucy Punch, Nat Faxon (et le titre a changé pour Ned Fox Is My Manny), Austin Stowell. Dakota Johnson reprend le rôle de Kate.

### Fiche technique
- Scénariste du pilote : Dana Fox
- Réalisateur du pilote : Jake Kasdan
- Producteurs exécutifs : Garrett Donovan, Neil Goldman[19], Peter Chernin, Katherine Pope, Jake Kasdan et Dana Fox
- Société de production : 20th Century Fox Television

## Épisodes
1. Mon frère, son ex et nous (Pilot)
2. Oh mon bateau ! (Bad Cop/Bad Cop)
3. La chasse au trésor (The Fox Hunt)
4. 21 ans encore (21st Birthday)
5. Au secours, tout va bien ! (Emergency Kit)
6. Very Bad Trip (Scaredy Kate)
7. Opération ça mijote (Career Day)
8. La dinde de la farce (Reunion)
9. Trop de la balle ! (Guitar Face)
10. Camping (The Trip)
11. Par-dessus tout (B-Squad)
12. À fond de train (Girl Problems)
13. J'ai toujours rêvé de faire de la pâtisserie (Bake Off)
14. Rocky 1, 2, 3 (Gone Fishin')
15. Le roi de la danse (Father-Daughter Dance)
16. Amour toujours, amour jamais (Ethics 101)

## Accueil